# Janine Tagliante-Saracino
Janine Tagliante-Saracino est ambassadrice de Côte d'Ivoire qui a servi en Bulgarie, en Italie et à Malte. Elle est également professeure de santé publique.